# わたしたちのスリープオーバー
『わたしたちのスリープオーバー』は、2021年7月2日からSPINEARで配信されているポッドキャストである。2021年10月1日から2023年9月29日までは、J-WAVEでもラジオ番組として放送されていた。

## 概要
「性にまつわることをいつもの自分の温度で話しはじめてみる」をテーマに、自分や相手のからだ、セックス、性差別、一人ひとり異なるセクシュアリティ、ジェンダーアイデンティティ、してもしなくてもいい恋愛などについて、普段から個人的な違和感や疑問を抱いているゲストや専門家、そしてリスナーのみなさんとおしゃべりしていくプログラム。番組ハッシュタグは『#わたしたちのスリープオーバー』。
ナビゲーターはme and youの野村由芽・竹中万季が担当。
2021年10月から2023年9月まで放送されていたラジオ版では、ポッドキャスト版のダイジェストに音楽も加わったラジオバージョンをオンエアしていた。

## ナビゲーター
- 野村由芽
- 竹中万季

## 配信・放送時間
以下の時間は日本標準時に基づく。
- 毎週金曜日更新（ポッドキャスト）（2021年7月2日 - ）
- 毎週金曜日 25:30 - 26:00（J-WAVE）（2021年10月1日 - 2023年9月29日）